# Ага-Ализаде
Ага-Ализаде (азерб. Ağa Cavad oğlu Əlizadə) — 8-й шейх аль-ислам мусульман Кавказа и первый шейх аль-ислам Азербайджанской Демократической Республики (1918—1920).

## Ранние годы
Ага-Ализаде родился 22 октября 1871 года в селе Пиршаги города Баку, в духовной семье Хаджи Мухаммеда Джавада, бывшего одним из известных религиозных деятелей своего времени. В молодости Ага-Ализаде был отправлен в Багдад для получения высшего религиозного образования, после окончания которого он отправился учиться в высший религиозный университет в Наджафе.

## Религиозная деятельность
В 1896 году в возрасте 25 лет успешно окончивший учёбу в духовном университете в Наджафе и заслуживший звание ахунда, Ага Ализаде вернулся на родину и был приписан к одной из мечетей Старого города. В 1903 году в возрасте 32 лет он был назначен ахундом мечети Тезепир. В 1904 году Ахунд-ага был избран членом шиитского духовного управления мусульман Кавказа. Летом 1907 года Ага Ализаде основал в Баку мусульманское духовное общество «Саадат» и был избран его председателем. В деятельности общества активно участвовали писатель Наджаф-бек Везиров, меценаты Иса-бек Ашурбеков, Зейналабдин Тагиев и другие деятели. В сентябре 1907 года в Баку была открыта школа «Медрасеи-Саадат», директором которой был назначен Али-бек Гусейнзаде.

### 1-й срок
В 1918 году приказом министра по делам религии и социального обеспечения Мусы-бека Рафиева был назначен Ага-Ализаде был назначен шейх аль-исламом, в то время как его отец, Хаджи Джавад, был председателем религиозного совета Бакинской губернии. В 1918 году, как и его предшественник Пишнамаззаде, Ага-Ализаде потребовал оплаты труда руководителей Машихата на министерском уровне и увеличения числа членов центрального аппарата до 15 человек, но не получил ответа. Ахунд Ага Ализаде пребывал на первом сроке должности шейх аль-ислама до 12 мая 1920 года.

### 2-й срок
В 1943 году по решению Президиума Верховного Совета СССР Управление мусульман Кавказа, деятельность которого была прекращена в 1920 году, было восстановлено, а Ага-Ализаде был избран на пост главы Управления. 25 мая 1944 года был созван первый съезд Управления мусульман Кавказа, где в ходе голосования, состоявшегося 28 мая 1944 года, Ахунд Ага-Ализаде был снова переизбран шейх аль-исламом Кавказа.
Ага-Ализаде участвовал в конференциях, организованных во многих странах мира, выступал от имени советских мусульман. В 1952 году впервые после войны в СССР он участвовал в конференции, посвящённой вопросам защиты мира в Загорске, а в мае 1952 года участвовал в конференции, организованной на Конгрессе защиты мира, проходившем в Вене.

## Смерть
Ага-Ализаде умер в Баку в декабре 1954 года в возрасте 84 лет.